# Cornélia Cascabel
Cornélia Cascabel est un des personnages de César Cascabel de Jules Verne.

## Le personnage
Cornélia Cascabel est l'épouse de César. Née Cornélia Vadarasse, c'est une Provençale pur sang, originaire de Martigues. Âgée de quarante ans, cette femme de belle taille (un peu épaissie maintenant) aux cheveux et aux yeux noirs, à la bouche souriante garnie encore de toute sa dentition, a rencontré son mari alors qu'elle se produisait au Cirque Barnum, à Broadway, dans un exercice de barre fixe. César Cascabel était spectateur d'un soir et il tomba tout de suite sous le charme de Mlle Vadarasse. Après lui avoir fait connaître ses intentions et aviser un clergyman dans la salle, le mariage fut conclu sur le champ. « Et en sont-ils moins bons, ces mariages à la vapeur? ». Leur union n'en fut pas moins heureuse et donna naissance à trois enfants (deux fils, Jean et Sandre, et une fille, Napoléone). Cornélia eut toujours une confiance inaltérable en son mari, mais elle sait parfois faire preuve d'autorité pour canaliser les débordements du fougueux saltimbanque. Sa corpulence en fait une femme à laquelle il ne faut pas se frotter, et elle ira nuitamment boxer le baronnet anglais Sir Edward Turner qui a insulté César, sans que celui-ci puisse répondre, ayant fait vœu à son épouse de retenue au Village des coquins.
Dans l'intimité, elle se montre douce et parfaite ménagère dans l'entretien de la Belle Roulotte, bonne épouse et bonne mère. Elle fait preuve de charité en soignant le comte Narkine et se prend d'affection pour la jeune Kayette qui, ayant perdu ses parents, se trouve seule au monde. Elle s'adonne aussi à la voyance et devient parfois femme-électrique, ce dont se souvient un groupe d'Indiens qui en fit un jour l'expérience. Mais Cornélia, en dehors de ses exploits virils, n'en garde pas moins sa féminité. Avec toute sa famille, elle regagnera la Normandie natale de son époux, après maintes péripéties.  

## Citations
- « Madame Cascabel, née Cornélia Vadarasse, une Provençale pur sang, l'incomparable voyante de l'avenir, la reine des femmes électriques, ornée de toutes les grâces de son sexe, parée de toutes les vertus qui font l'honneur d'une mère de famille, sortie victorieuse des grandes luttes féminines, où Chicago avait convié les premières athlètes du monde ».

C'est en ces termes que M. Cascabel présentait habituellement la compagne de sa vie ».
- « Le Tihy, allongeant la main, se contenta de toucher le doigt de la belle Européenne. Nouvelle secousse, hurlements du Tihy, qui faillit tomber à la renverse, et profonde stupéfaction de tout le public. Si l'on était ainsi malmené rien que pour toucher la main de Mme Cascabel, que serait-ce donc si l'on s'avisait d'embrasser cette femme prodigieuse, dont les joues « avaient reçu les baisers des plus puissants souverains d'Europe ».

Eh bien! il y eut pourtant un audacieux qui voulut s'y risquer. Ce fut le magicien Fir-fu. Lui devait bien se croire à l'abri de tous les maléfices. Aussi vint-il se poser en face de Cornélia. Puis, ayant fait le tour, encouragé par les excitations des indigènes, il la prit dans ses bras et lui appliqua un formidable baiser en pleine figure. Cette fois, ce fut une série de culbutes qui s'ensuivit. Du coup, le jongleur venait de passer acrobate! Après deux sauts aussi périlleux qu'involontaires, il alla retomber au milieu de son groupe ahuri ».